# Бастид де Лорда
Бастид де Лорда (фр. Bastide-de-Lordat) насеље је и општина у јужној Француској у региону Миди Пирене, у департману Арјеж која припада префектури Памје.
По подацима из 2011. године у општини је живело 267 становника, а густина насељености је износила 44,72 становника/km². Општина се простире на површини од 5,97 km². Налази се на средњој надморској висини од 300 метара (максималној 315 m, а минималној 249 m).

## Демографија
| 1962. | 1968. | 1975. | 1982. | 1990. | 1999. | 2011. |
| ----- | ----- | ----- | ----- | ----- | ----- | ----- |
| 181   | 211   | 182   | 145   | 153   | 213   | 267   |

График промене броја становника у току последњих година